# Aržano
Aržano je vesnice v Chorvatsku v Splitsko-dalmatské župě, spadající pod opčinu Cista Provo. Nachází se těsně u hranic s Bosnou a Hercegovinou, asi 13 km severovýchodně od Cisty Provo, asi 26 km jihovýchodně od Trilje a asi 27 km severozápadně od Imotski. V roce 2011 zde žilo 478 obyvatel. Počet obyvatel pravidelně klesá již od roku 1961, kdy zde žilo 1 469 obyvatel.
Sousedními vesnicemi jsou Dvorine, Kamensko, Svib a Tijarica. Aržano též sousedí s bosenskými vesnicemi Kazaginac, Pasić, Rašeljke, Renići, Šiške a Velika Vinica. Nachází se zde hraniční přechod Prisika-Aržano.